# Cuda Takuja
Cuda Takuja (japánul: 津田 拓也, nyugaton: Takuya Tsuda; Ivade, 1984. április 27. –) japán motorversenyző, 2015 óta a Suzuki tesztpilótája.

## Pályafutása
Több Japán motorverseny szériában versenyzett és többször is dobogón végzett a suzukai nyolcóráson. 2015 óta a Suzuki MotoGP-s csapatának tesztversenyzője. 2017-ben helyettesítette a spanyol versenyhétvégén Álex Rinst és a 17. helyen ért célba. 2022-ben Japánban a sérült Joan Mir helyett versenyzett, de motorja kigyulladt.

## Eredményei

### Statisztika
| Szezon   | Géposztály | Motor  | Csapat             | Versenyek | Győzelem | Dobogó | Pole | LKör | Pont | Helyezés |
| -------- | ---------- | ------ | ------------------ | --------- | -------- | ------ | ---- | ---- | ---- | -------- |
| 2017     | MotoGP     | Suzuki | Team SUZUKI ECSTAR | 1         | 0        | 0      | 0    | 0    | 0    | 29.      |
| 2022     | MotoGP     | Suzuki | Team Suzuki Ecstar | 1         | 0        | 0      | 0    | 0    | 0    | NC       |
| Összesen |            |        |                    | 2         | 0        | 0      | 0    | 0    | 0    |          |

* Szezon folyamatban.

### Teljes MotoGP-eredménylistája
(Táblázat értelmezése)

(Félkövér: pole-pozícióból indult; dőlt: leggyorsabb kört futott) 

| Év   | Géposztály | Motor  | 1   | 2   | 3   | 4   | 5   | 6   | 7   | 8   | 9   | 10  | 11  | 12  | 13  | 14  | 15  | 16  | 17  | 18  | 19  | 20  | Helyezés | Pont |
| 2017 | MotoGP     | Suzuki | QAT | ARG | AME | ESP | FRA | ITA | CAT | NED | GER | CZE | AUT | GBR | RSM | ARA | JPN | AUS | MAL | VAL |     |     | 29.      | 0    |
| ---- | ---------- | ------ | --- | --- | --- | --- | --- | --- | --- | --- | --- | --- | --- | --- | --- | --- | --- | --- | --- | --- | --- | --- | -------- | ---- |
| 2017 | MotoGP     | Suzuki | 17  |     |     |     |     |     |     |     |     |     |     |     |     |     |     |     |     |     |     |     | 29.      | 0    |
| 2022 | MotoGP     | Suzuki | QAT | IND | ARG | AME | POR | ESP | FRA | ITA | CAT | GER | NED | GBR | AUT | RSM | ARA | JPN | THA | AUS | MAL | VAL | Hn.      | 0    |
| 2022 | MotoGP     | Suzuki |     |     |     |     |     |     |     |     |     |     |     |     | Ki  |     |     |     |     |     |     |     | Hn.      | 0    |

* A szezon jelenleg is tart.

### Teljes Szuzukai 8 órás verseny-eredménylistája
| Év   | Csapat                         | Csapattárs(ak)                  | Motor            | Helyezés |
| ---- | ------------------------------ | ------------------------------- | ---------------- | -------- |
| 2012 | Moto Map Supply                | Konno Joshihiro Tamitsuji Akira | Suzuki GSX-R1000 | 4.       |
| 2013 | Yoshimura Suzuki Racing Team   | Aoki Nobuacu Josh Brookes       | Suzuki GSX-R1000 | 2.       |
| 2014 | Yoshimura Suzuki Shell Advance | Josh Waters Randy de Puniet     | Suzuki GSX-R1000 | 2.       |
| 2015 | Yoshimura Suzuki Shell Advance | Josh Waters Alex Lowes          | Suzuki GSX-R1000 | 5.       |
| 2016 | Yoshimura Suzuki Shell Advance | Haga Norijuki Josh Brookes      | Suzuki GSX-R1000 | 3.       |
| 2017 | Yoshimura Suzuki Motul Racing  | Josh Brookes Sylvain Guintoli   | Suzuki GSX-R1000 | 7.       |
| 2018 | Yoshimura Suzuki Motul Racing  | Bradley Ray Sylvain Guintoli    | Suzuki GSX-R1000 | 10.      |
| 2019 | TK Suzuki BLUE MAX             | Uramoto Naomichi                | Suzuki GSX-R1000 | 20.      |
| 2022 | S-Pulse Dream Racing           | Hidejuki Nakajo Cocoro Atsumi   | Suzuki GSX-R1000 | 4.       |